# استات رودیم (II)
استات رودیم(II) (به انگلیسی: Rhodium(II) acetate) با فرمول شیمیایی C۸H۱۲O۸Rh۲ یک ترکیب شیمیایی با شناسه پاب‌کم ۲۱۶۷۴ است. که جرم مولی آن ۴۴۱٫۹۹ g/mol می‌باشد. شکل ظاهری این ترکیب، پودر سبز است.